# مسجد عيد غا
مسجد عيد غا، أو عيد غاه، أو عيد كاه، ((بالأويغورية: ھېيتگاھ مەسچىتى) Héytgah Meschit، (بالصينية: 艾提尕尔؛ البينيين: àitígǎěr)) (من لغة فارسية: عیدگاه Eidgāh، ويعني مكان الاحتفالات ) يقع في كاشغر، شينجيانغ، غربي الصين.